# Hohenzollernstraße

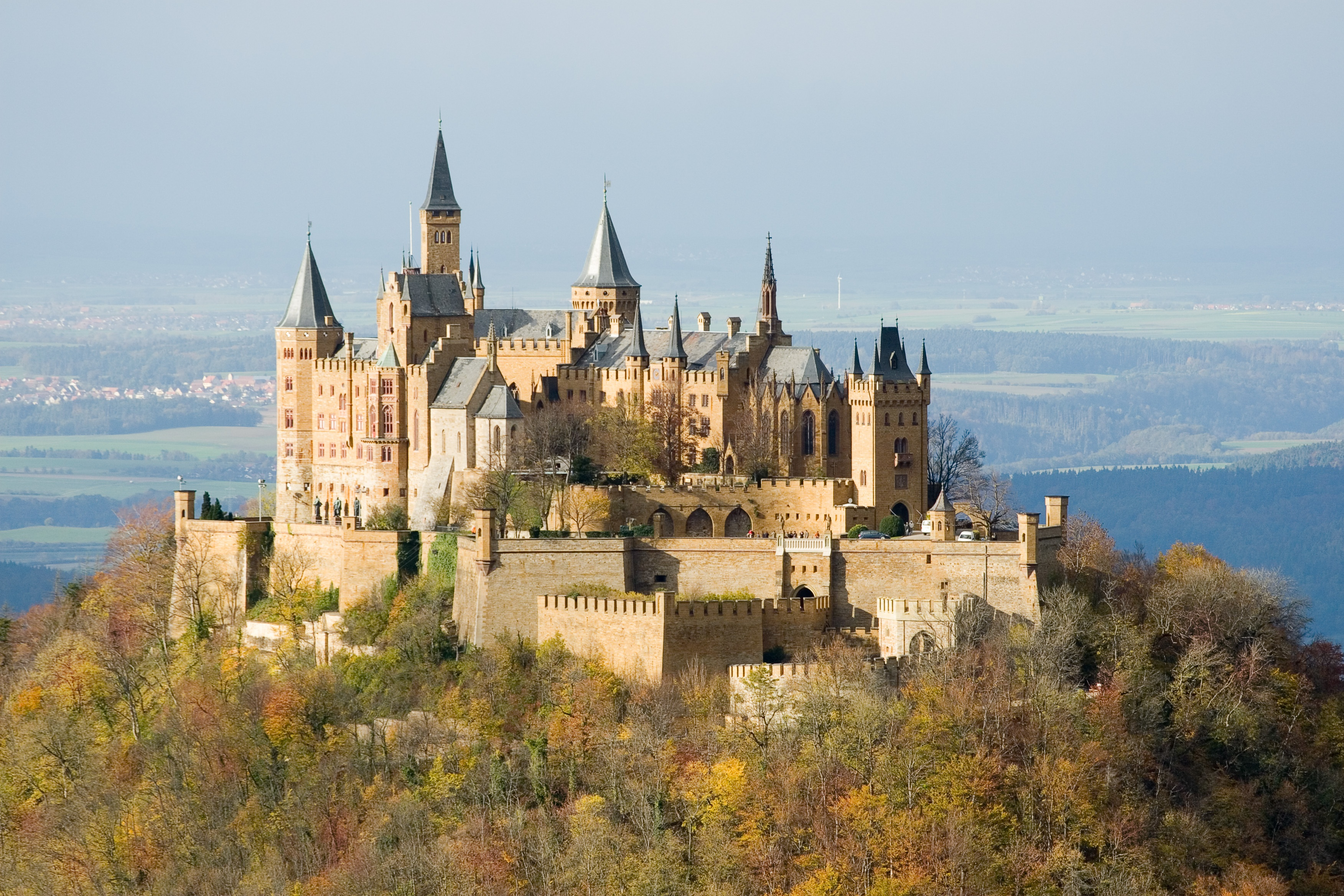
Burg Hohenzollern

De Hohenzollernstraße is een toeristische autoroute in Baden-Württemberg, Duitsland. De meer dan 250 kilometer lange bewegwijzerde route tussen de Schwäbische Alb en het Bodenmeer loopt in het spoor van de Huis Hohenzollern. De route loopt langs de Landkreise Zollernalb, Sigmaringen, Rottweil en Konstanz. 